# Coventry Blaze
Coventry Blaze – angielski klub hokeja na lodzie z siedzibą w Coventry, występujący w brytyjskich rozgrywkach EIHL.
Poprzednikiem klubu był Solihull Blaze, działający od 1996 do 2000. Coventry Blaze został założony w 2000. Zespołem farmerskim klub została drużyna Milton Keynes Lightning w rozgrywkach EPIHL.

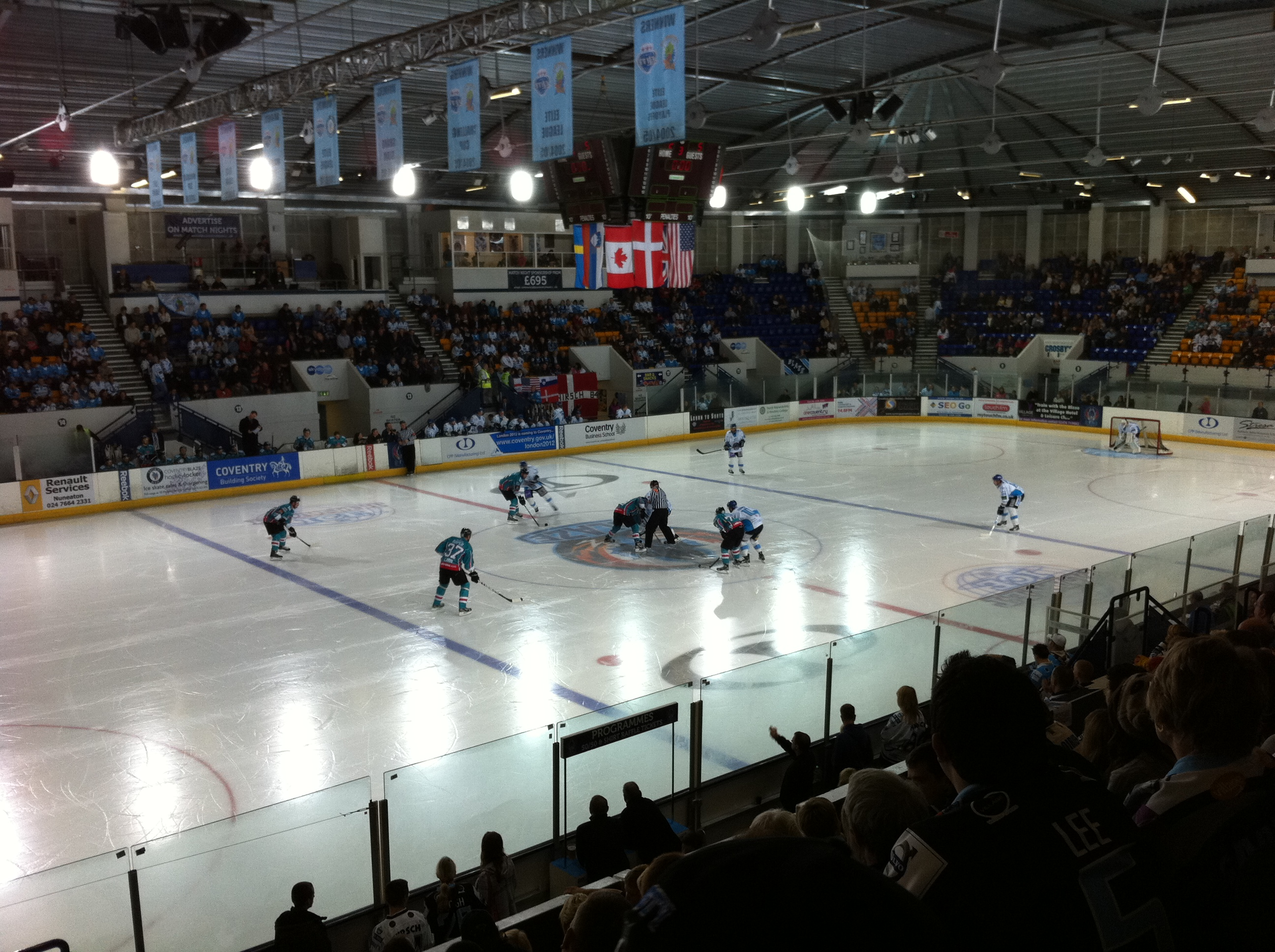
Lodowisko klubu

## Sukcesy
- Mistrzostwo Division One North: 1998
- Mistrzostwo National League: 1998, 1999, 2003
- Mistrzostwo Premier League: 1998
- Mistrzostwo EIHL: 2003, 2005, 2007, 2008, 2010 (sezon regularny)
- Mistrzostwo EIHL: 2005, 2015 (play-off)
- Challenge Cup: 2005, 2007
- Knockout  Cup: 2008
- Mistrzostwo Charity Shield: 2008

## Zawodnicy
Zastrzeżone numery
- 12 – Steve Chartrand
- 55 – Stephen Cooper